# Suezmax
«Suezmax» (укр. Суецмакс) — термін корабельної архітектури для найбільших розмірів кораблів, здатних пройти через Суецький канал у навантаженому стані, і майже виключно використовується стосовно танкерів. 
Обмежувальними факторами є ширина, осадка, висота (обмежує міст через Суецький канал) і довжина 

(хоча канал не має шлюзів).

## Опис
Нинішня глибина каналу допускає максимальну осадку 20,1 м, 

що означає, що кілька повністю завантажених супертанкерів занадто глибокі, щоб пройти через них, і їм доведеться вивантажувати частину свого вантажу на інші кораблі або до трубопровідного термінала перед проходженням, або альтернативно уникати Суецького каналу та подорожувати навколо мису Голкового. 
У 2009 році канал поглибили, збільшивши осадку з 18 до 20 метрів.
Типовий дедвейт судна Suezmax становить близько 160 000 тонн; типовий мідель становить близько 77,5 м. Також слід звернути увагу на максимальну висоту — обмеження 68 м, через кліренс 70 м мосту через Суецький канал. 
Адміністрація Суецького каналу створює таблиці ширини та прийнятної осадки, які можуть бути змінені. 

З 2010 року площа поперечного перерізу судна, нижче ватерлінії, обмежена 1006 м², що означає 20,1 м осадки для суден із шириною не більше 50,0 м або 12,2 м осадки для суден з максимально дозволеною шириною 77,5 м.

Подібні терміни Panamax, Malaccamax і Seawaymax використовуються для найбільших кораблів, здатних пройти через Панамський канал, Малаккську протоку та морський шлях Святого Лаврентія відповідно. 
Термін «Chinamax» стосується суден, здатних використовувати кілька гаваней при повному завантаженні. 
«Capesize» відноситься до балкерів, що занадто великі, щоб пройти через Суецький канал, і їм потрібно пройти навколо мису Доброї Надії та мису Агульяс — але нещодавнє днопоглиблення означає, що багато суден Capesize можуть використовувати канал. 
Плани збільшити осадку до 21 м можуть призвести до перегляду специфікації Suezmax, як це сталося зі специфікацією Panamax після поглиблення та розширення Панамського каналу.
Aframax — рейтинг вантажів, а не обмежувач географічного маршруту, оскільки танкери мають місткість 80 000 — 120 000 тонн дедвейту.

## Контейнеровози
Судна довжиною понад 400 м потребують дозволу адміністрації Суецького каналу для проходження через канал. 
Станом на 2020 рік усі найбільші контейнеровози, що знаходяться в експлуатації, мають довжину (близько) 400 метрів, а ширина й осадка вписуються в межі каналу. 

Судно «Ever Given», що сіло на мілину в Суецькому каналі у 2021 році, має розмір Suezmax з довжиною 399,9 м і шириною 58,8 м. 